# Hetty van de Wouw
Hetty van de Wouw (Kaatsheuvel, 29 mei 1998) is een Nederlands baanwielrenster. Van de Wouw won zilver op de keirin bij de Olympische Zomerspelen 2024.

## Carrière
Bij de junioren won Van de Wouw haar eerste medailles bij de Nederlandse kampioenschappen op de baan. Rond diezelfde periode besloot ze zich volledig te richten op het baanwielrennen. In 2015 won ze goud bij de teamsprint op het NK voor de elite. Tot en met 2019 bleef ze actief bij de beloften. Een jaar eerder, in 2018, won ze zilver op de teamsprint bij haar eerste deelname aan het WK bij de elite. In 2021 pakte ze haar eerste gouden medaille op de Europese kampioenschappen baanwielrennen. Met de Nederlandse ploeg bleek ze de sterkste bij de teamsprint. In 2022 en 2023 volgden in totaal vier vierde plaatsen op de WK voor Van de Wouw. In 2024 wist ze drie zilveren medailles te winnen op dit WK. Bij de keirin moest ze Mina Sato voor zich laten, bij de sprint bleek Emma Finucane te sterk en bij de teamsprint won de Britse ploeg voor de Nederlandse. Eerder in 2024 wist ze furore te maken op de Olympische Zomerspelen die dat jaar in Parijs plaatsvonden. Startend met de teamsprint werd ze vierde samen met Kyra Lamberink en Steffie van der Peet. Bij het keirintoernooi, dat enkele dagen later startte, bleek ze in de finale sterker dan de Britten Finucane en Katy Marchant. Van de Wouw moest enkel Ellesse Andrews voor zich dulden. Enkele dagen werd ze nog vierde bij de sprint, in de race om de derde plaats moest ze het onderspit delven tegenover Finucane.
In 2024 vertelde Van de Wouw aan onder meer de Volkskrant dat ze vanaf haar achttiende meerdere jaren met een eetstoornis kampte.

## Palmares
| Jaar        | NK                                                | EK                                                 | WK                                      | Overig                                                                            |
| Als juniore | Als juniore                                       | Als juniore                                        | Als juniore                             | Als juniore                                                                       |
| ----------- | ------------------------------------------------- | -------------------------------------------------- | --------------------------------------- | --------------------------------------------------------------------------------- |
| 2014        | 500m tijdrit                                      |                                                    |                                         |                                                                                   |
| 2015        | keirin · sprint                                   | 500m tijdrit · scratch                             |                                         |                                                                                   |
| 2016        |                                                   | teamsprint · 500m tijdrit · sprint                 | sprint                                  |                                                                                   |
| Als belofte |                                                   |                                                    |                                         |                                                                                   |
| 2017        |                                                   | keirin · teamsprint · sprint · 4e 500m tijdrit     |                                         |                                                                                   |
| 2018        |                                                   |                                                    |                                         |                                                                                   |
| 2019        |                                                   | teamsprint · keirin · 5e 500m tijdrit · 5e sprint  |                                         |                                                                                   |
| Als elite   |                                                   |                                                    |                                         |                                                                                   |
| 2014        | 5e keirin 5e sprint                               |                                                    |                                         |                                                                                   |
| 2015        | teamsprint · 4e 500m tijdrit                      |                                                    |                                         |                                                                                   |
| 2016        | eirin · teamsprint · sprint · 4e 500m tijdrit     |                                                    |                                         |                                                                                   |
| 2017        | teamsprint · keirin · 5e 500m tijdrit · 5e sprint | teamsprint · 9e sprint                             |                                         | WB Pruszków: · teamsprint · WB Milton: · teamsprint                               |
| 2018        | teamsprint · keirin · 4e sprint · 8e 500m tijdrit | 7e 500m tijdrit 10e sprint                         | teamsprint                              | WB Londen: · teamsprint                                                           |
| 2019        |                                                   |                                                    | 17e 500m tijdrit 19e sprint             | Europese Spelen: · teamsprint                                                     |
| 2020        |                                                   |                                                    |                                         |                                                                                   |
| 2021        | keirin · sprint · 500m tijdrit                    | teamsprint · 6e sprint · 8e keirin                 |                                         |                                                                                   |
| 2022        |                                                   | teamsprint · 5e sprint                             | 4e 500m tijdrit 4e teamsprint 5e sprint |                                                                                   |
| 2023        |                                                   | 500m tijdrit · teamsprint · 5e sprint · 13e keirin | 4e keirin 4e teamsprint 12e sprint      |                                                                                   |
| 2024        |                                                   | keirin · teamsprint · 6e sprint                    | keirin · sprint · teamsprint            | Olympische Spelen: · keirin · 4e sprint · 4e teamsprint · NC Milton: · teamsprint |
| 2025        |                                                   | teamsprint · tijdrit (1km) · keirin · 6e sprint    |                                         | NC Konya: · teamsprint · sprint                                                   |